# Unternaifermühle
Unternaifermühle ist ein Gemeindeteil der Gemeinde Simmelsdorf im Landkreis Nürnberger Land (Mittelfranken, Bayern). Unternaifermühle liegt in der Gemarkung Großengsee. Die Gemeindeteile Ober-, Mittel-, Unternaifermühle hatten am 30. Juni 2024 zusammen 16 Einwohner.

## Geografie
Der Weiler befindet sich im Tal des Naifer Bachs, etwa einen halben Kilometer südlich von Sankt Helena. Die Kreisstraße LAU 12 verläuft entlang des Naifer Bachs zur Mittelnaifermühle (0,2 km nördlich) bzw. nach Utzmannsbach (0,9 km).

## Geschichte
Die erste urkundliche Erwähnung von Unternaifermühle war im Jahr 1503.
Mit dem Gemeindeedikt (frühes 19. Jahrhundert) wurde Unternaifermühle der Ruralgemeinde Großengsee zugeordnet. Im Zuge der Gebietsreform in Bayern wurde Unternaifermühle am 1. Juli 1972 in die Gemeinde Simmelsdorf eingegliedert.

## Baudenkmal
In Unternaifermühle befindet sich ein aus dem 19. Jahrhundert stammendes Wohnhaus, das als eingeschossiger Massivbau mit Fachwerkgiebel ausgeführt wurde.